# Королівська каплиця (Бостон)
Королівська каплиця (англ. King's Chapel) — унітаріанська церква в центральній частині Бостона, штат Массачусетс. Побудована у 1749—1754 роках.

## Історія
Перша дерев'яна Королівська каплиця була побудована на цьому місці 1686 року королівським губернатором домініону Нової Англії Едмундом Андросом. Вона була першим храмом англіканської церкви в Бостоні (другим англіканським храмом була Стара Північна церква, яка діє донині).
Будівництво нової Королівської каплиці розпочалось 1749 року за проєктом архітектора Пітера Гаррісона і тривало до 1754 року. Спочатку навколо старої дерев'яної каплиці було побудовано кам'яні стіни, які утворювали прямокутник приблизно 19,8×30,5 метра, після чого конструкції з дерева було демонтовано. Передня частина нової церкви була прикрашена іонічними колонами, у той час як всередині каплиці побудували парні колони у коринфському стилі.
Після того, як британці залишили Бостон 1776 року, Королівська каплиця вийшла з підпорядкування англійської церкви і деякий час називалась просто Кам'яною каплицею (англ. Stone Chapel), доки 1782 року нею не заволоділа унітаріанська община.
Дзвін Королівської каплиці відлитий в Англії, було встановлено 1772 року. У 1814 році він тріснув, був відремонтований Пол Ревіром з синами і повернутий на місце.
Поруч із Королівською каплицею розташований невеликий цвинтар Кінгс-Чапел (King's Chapel Burying Ground) — найстаріший з наявних некрополів Бостона.
9 жовтня 1960 року Королівській каплиці було надано статус національної історичної пам'ятки США, а 2 травня 1972 року її було внесено до Національного реєстру історичних місць США під номером 74002045.